# 140e méridien ouest
En géographie, le 140e méridien ouest est le méridien joignant les points de la surface de la Terre dont la longitude est égale à 140° ouest.

## Géographie

### Dimensions
Comme tous les autres méridiens, la longueur du 140e méridien correspond à une demi-circonférence terrestre, soit 20 003,932 km. Au niveau de l'équateur, il est distant du méridien de Greenwich de 15 585 km,.
Avec le 40e méridien est, il forme un grand cercle passant par les pôles géographiques terrestres.

### Régions traversées
En commençant par le pôle Nord et descendant vers le sud au pôle Sud, Le 140e méridien ouest passe par:
| Coordonnées           | Pays, territoire ou mer | Notes |
| --------------------- | ----------------------- | --- |
| 90° 00′ N, 140° 00′ O | Océan Arctique          | |
| 73° 48′ N, 140° 00′ O | Mer de Beaufort         | |
| 69° 37′ N, 140° 00′ O | Canada                  | Yukon |
| 60° 11′ N, 140° 00′ O | États-Unis              | Alaska |
| 59° 46′ N, 140° 00′ O | Océan Pacifique         | Baie Yakutat |
| 8° 49′ S, 140° 00′ O  | Polynésie française     | Île de Nuku Hiva |
| 8° 57′ S, 140° 00′ O  | Océan Pacifique         | Passe juste à l'est de l'île de Ua Pou, Polynésie française (à 9° 22′ S, 140° 01′ O) Passe juste à l'est de l'atoll de Fakahina, Polynésie française (à 15° 58′ S, 140° 05′ O) |
| 60° 00′ S, 140° 00′ O | Océan Austral           | |
| 75° 13′ S, 140° 00′ O | Antarctique             | Liste des territoires non revendiqués |